# Теофания
Теофанията (старогръцки: Θεοφανεια; съставна от съществителното Θεος „бог“ и глагола φαινω „явява“) е непосредствено явяване на бог в различните религии.

## Теофанията в Християнството
През 4 век епископ Евсевий Кесарийски написва трактата „За божествената манифестация“ (Peri theophaneias), който се отнася към Въплъщението на Христос.

## Теофанията в Индуизма
В Индуизма манифестацията на Вишну като човек е отнасяна като аватарите на Вишну.